# Una romantica avventura/Macariolita
Una romantica avventura/Macariolita è un singolo di Lina Termini e Ernesto Bonino, pubblicato come singolo 78 giri a 25 cmnel 1940 dalla Cetra).

## Tracce
1. Lina Termini – Una romantica avventura (Orchestra Cetra diretta da Pippo Barzizza) (testo: Gian Bistolfi – musica: Alessandro Cicognini)
2. Ernesto Bonino – Macariolita (Orchestra Cetra diretta da Pippo Barzizza) (testo: Bixio Cherubini – musica: Cesare Andrea Bixio)

## Musicisti
- Lina Termini - voce lato A
- Ernesto Bonino - voce voce lato B
- Pippo Barzizza - direzione d'orchestra